# Robert Richet
Pour les articles homonymes, voir Richet.
Robert Richet, né le 26 juillet 1920 à Verdun et mort le 4 octobre 1977 à Boulogne-Billancourt, est un homme politique français.

## Carrière politique
Il est élu député sous l'étiquette de l'UNR-UDT aux élections législatives de 1962.